# Diritti LGBT nella Città del Vaticano
I diritti delle persone LGBT (lesbiche, gay, bisessuali e transgender) in Vaticano sono oggetto di controversie. 
Ufficialmente, per quanto riguarda l'omosessualità all'interno dello Stato della Città del Vaticano, il sistema giuridico vigente si basa su quello del codice penale italiano del 1929, al momento dei Patti Lateranensi stipulati con l'Italia. 
Ci sono limitazioni comportamentali riguardo ai membri della Chiesa a prescindere dal loro orientamento. 
Le persone che non sono membri della Chiesa non vengono sanzionate se hanno rapporti erotici con persone dello stesso sesso. 
Le persone che hanno modificato il loro corpo con ormoni e chirurgia non vengono sanzionate in nessun modo per averlo fatto, come riprova di ciò ci sono state visite da parte di persone "trans" in Vaticano che sono state accolte proprio come le altre persone che hanno visitato il Vaticano. 
Tuttavia, è stato annunciato verso la fine del 2008 che il Vaticano non è più tenuto ad adottare automaticamente come proprie nuove leggi promulgate dallo Stato italiano, in quanto molte di esse sono in chiaro contrasto contro la specifica dottrina morale cattolica.

## Diritto penale

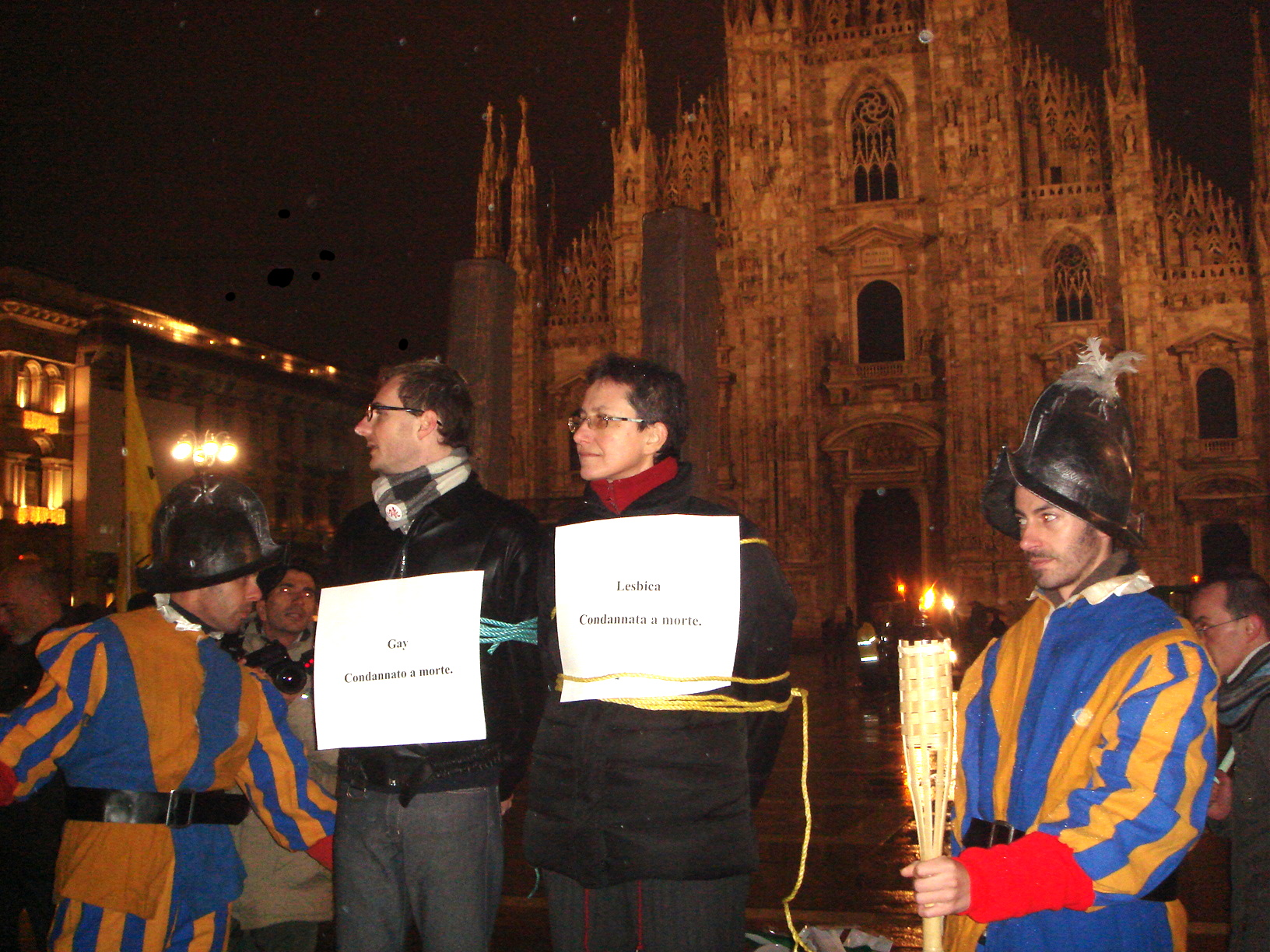
Una contestazione del 2008 nei confronti del Vaticano e delle leggi contro gli omosessuali che sono state vigenti nella Chiesa cattolica

Non c'è mai stata alcuna legge penale che criminalizzasse i rapporti omosessuali privati tra adulti consenzienti commessi all'interno della Città del Vaticano.
Il Vaticano non ha mai prodotto un codice penale separato, pertanto in materia di diritto penale si affida interamente alla legge italiana; al momento della ratifica dei Patti Lateranensi, assieme a contributi e sovvenzioni economiche concessi dall'Italia, si è impegnato ad adottare pienamente il suo codice penale così come era vigente nel 1929. A partire dal 1969 si è adottata la versione del 1924: ciò principalmente a causa della pena di morte che era stata reintrodotta nel 1926 in Italia e che proprio nel 1969 Paolo VI depennò definitivamente dall'ordinamento della Città del Vaticano.
Tutte le modifiche del codice penale italiano successive al 1930 non avevano avuto alcun effetto sul codice penale Vaticano prima del 2008, quando, con la "Legge sulle fonti del diritto", il Vaticano le introdusse tutte eccetto quelle in contrasto palese con la dottrina cattolica (in primis la legge sull'aborto).
L'età del consenso per avere rapporti sessuali in Vaticano è 18 anni (nel matrimonio 14 anni).
I diplomatici stranieri, per poter essere accreditati, non devono fare parte di una famiglia omosessuale e non devono essere divorziati.

## Diritti civili
Non esiste alcuna disposizione riguardante i diritti civili che includa un qualche riconoscimento dell'orientamento sessuale o dell'identità di genere.
Il 13 gennaio 1998 il militante di Arcigay Alfredo Ormando si è dato fuoco in piazza San Pietro (che è sotto la giurisdizione della Città del Vaticano) per protesta contro l'atteggiamento di radicato rifiuto manifestato da sempre dalla religione cattolica nei confronti dell'omosessualità: a seguito delle gravissime ustioni subite è deceduto pochi giorni dopo in ospedale.
Nel 2008 il Vaticano si espresse e fece pressione contro la richiesta dell'ONU di depenalizzazione universale dell'omosessualità.
Nel 2021, durante l'iter di approvazione del DDL Zan (emendamento atto a inserire come aggravanti per i delitti d'odio l'orientamento sessuale, l'identità di genere, il genere, il sesso e la disabilità nell'ordinamento italiano), il Vaticano ha richiesto tramite una nota formale che una legge italiana fosse modificata in quanto incompatibile con i Patti Lateranensi (il concordato che regola i rapporti tra la Città del Vaticano e lo Stato italiano) in quanto rea d'impedire la libertà di organizzazione e di pubblico esercizio del culto.

## Riconoscimento delle coppie dello stesso sesso
Il Vaticano ha sempre espresso il suo più netto dissenso contro qualsiasi riconoscimento civile di coppie dello stesso sesso e contro la concessione dell'adozione da parte di coppie dello stesso sesso.
Solo Papa Francesco si è espresso favorevole (nel 2010 in Argentina quando era arcivescovo di Buenos Aires, e poi già papa in un documentario) a un riconoscimento giuridico in ogni Stato delle coppie omosessuali per garantire diritti socio-economici (unioni civili).

## Diritto di lavoro
Il Vaticano si riserva il diritto inalienabile di allontanare, sospendere e licenziare con effetto immediato qualsiasi suo funzionario e dipendente che ammetta pubblicamente di essere gay o che metta anche solo in discussione la politica generale del Vaticano verso gli omosessuali.

## Questione transessuale
Secondo il Catechismo della Chiesa Cattolica "l'uomo e la donna sono stati creati da Dio da un lato in perfetta eguaglianza come persone umane, e dall'altro nel loro rispettivo essere maschio e femmina. Tale differenza, che è quindi una realtà voluta da Dio, riflette tutta la sapienza del Creatore e la sua bontà".
Nel 2000 la Santa Sede ha espresso, come posizione ufficiale nei riguardi delle persone transessuali, che esse debbono mantenere lo stesso sesso con cui sono nate: tuttavia ha dichiarato anche che la procedura di cambio di sesso nei riguardi di un transgender potrebbe anche essere moralmente accettabile in casi estremi.

## AIDS
Non esistono casi noti di contagio da HIV nella Città del Vaticano; a livello internazionale, il Vaticano è stato sempre un avversario in prima linea sull'uso del preservativo come campagna di prevenzione dalla malattia e come metodo per arrestare la diffusione dei casi di sieropositività, e ciò è stato ribadito più volte con estrema chiarezza.

## Tabella riassuntiva
| Liceità della condotta omosessuale                                                                                   | [ 19 ] |
| Parità nell'età del consenso sessuale                                                                                | si deve essere sposati per poter dare il consenso sessuale |
| Leggi anti discriminatorie nel posto di lavoro                                                                       | la Santa Sede si riserva il diritto inalienabile di allontanare, sospendere e licenziare con effetto immediato qualunque dipendente si dichiari omosessuale o che sia contro la posizione della Chiesa cattolica sull'omosessualità, nonostante il Catechismo della Chiesa Cattolica vieti espressamente le discriminazioni omofobe: "devono essere accolti con rispetto, compassione, delicatezza. A loro riguardo si eviterà ogni marchio di ingiusta discriminazione." |
| Leggi anti discriminatorie nella fornitura di beni e servizi                                                         | [ 19 ] |
| Leggi anti discriminatorie in tutti gli altri settori (inclusa la discriminazione indiretta e le espressioni d'odio) | [ 19 ] |
| Matrimonio omosessuale                                                                                               | [ 19 ] |
| Riconoscimento delle coppie formate da persone dello stesso sesso                                                    | [ 19 ] |
| Possibilità di adozione da parte di coppie dello stesso sesso                                                        | [ 19 ] |
| Permesso di servire apertamente come gay e lesbiche nelle forze armate                                               | la Città del Vaticano non ha forze armate, ma comunque la Santa Sede non accetta omosessuali nella Gendarmeria e nelle Guardie Svizzere |
| Diritto di cambiare genere legalmente                                                                                | [ 19 ] |
| Accesso alla fecondazione in vitro per le lesbiche                                                                   | [ 19 ] |
| Maternità surrogata commerciale per le coppie gay                                                                    | [ 19 ] |
| Permesso di donare il sangue                                                                                         | [ 20 ] |

Le posizioni prese dalla Chiesa sono spiegate nel Catechismo della Chiesa Cattolica, citato nelle fonti del sito ufficiale del Vaticano.